# Daltonia tortifolia
Daltonia tortifolia är en bladmossart som beskrevs av Fernand Mathieu Hubert Demaret och Potier de la Varde 1955. Daltonia tortifolia ingår i släktet Daltonia och familjen Daltoniaceae. Inga underarter finns listade i Catalogue of Life.